# Radiostacja 13R

Kap. Edward Koperek obok wykonanej przez siebie makiety radiostacji 13-R

Radiostacja 13-R – krótkofalowa telefoniczno-telegraficzna radiostacja nadawczo-odbiorcza stosowana w Wojsku Polskim.
Radiostacja produkcji ZSRR (1942-1945) przeznaczona była do utrzymania dwustronnej łączności w dywizyjnych i pułkowych sieciach radiowych. Jest sprzętem o budowie uproszczonej, zaprojektowanym podczas wojny. Wykorzystano wystandartyzowane części domowych odbiorników. Po wojnie, do lat 50., 13-R zostały wykorzystane do szkolenia uczniów w szkołach radiowych DOSARM/DOSAAF (Ochotnicze Towarzystwo Pomocy dla Armii, Lotnictwa i Marynarki Wojennej ZSRR, analog LOK).
Zakres fal 171,43 – 70,59 m wyskalowany w numerach 70–170, posiadała dwa podzakresy: kolor czerwony: nr 70-90, kolor żółty: nr 80-170.
W zależności od rodzaju zastosowanej anteny, zapewniała dwustronną łączność przy antenie prętowej 2,65 m – mikrofonem do 10 km, kluczem 17 km, przy antenie promieniowej – 11 km mikrofonem do 18 km, kluczem 25 km.
Masa radiostacji ok. 20 kg.
Makietę radiostacji 13-R, dzięki której szybciej i lepiej mogli szkolić się przyszli specjaliści, wykonał własnoręcznie Polak, Kapral Edward Koperek (widoczny na zdjęciu).